# Présidence d'Hugo Chávez
68e président du Venezuela
Présidence de Rafael Caldera Présidence de Nicolás Maduro
La présidence d'Hugo Chávez débuta le 20 décembre 1999 et prend fin le 5 mars 2013.
Se réclamant du bolivarisme, Hugo Chávez met en place un ensemble de réformes, désigné sous le nom de « révolution bolivarienne », et comprenant la promulgation d'une nouvelle Constitution, une politique dite de « démocratie participative », et la nationalisation des industries clés. La hausse du prix du pétrole des années 2000 lui permet de financer un ensemble de politiques sociales, et suscite l’enthousiasme d'une partie de la gauche et des nationalistes-révolutionnaires à l'échelle internationale. 
La politique étrangère est marquée notamment par une volonté de résistance internationale au Consensus de Washington et à la politique étrangère des États-Unis.
Les réformes de Chávez ont provoqué à la fois les acclamations et des condamnations sévères. Il s'est éloigné des Vénézuéliens issus de classes moyenne et supérieure. La contestation de la politique de Chávez a mené au renversement transitoire de son régime en 2002, ainsi qu'à des tentatives de destitution. Il lui est généralement reproché de n’avoir pas posé les bases d'un développement durable au Venezuela, un type de gouvernement autoritaire caractérisé par le culte de la personnalité, une militarisation de la vie publique du pays et d'avoir entretenu des liens avec plusieurs dictatures.
D’un point de vue économique, si la pauvreté et les inégalités diminuent et que, jusqu’en 2007, l’accès à la nourriture pour les plus pauvres est amélioré de manière significative, la vie quotidienne des Vénézuéliens est marquée par des problèmes graves de pénurie alimentaire, d’accès aux services publics, de défaillances du ravitaillement en gaz domestique ou de coupures d’électricité. La présidence d'Hugo Chávez est également marquée par une forte hausse de l'insécurité.

## Sa présidence (1999–2013)
Le Venezuela a connu des changements radicaux en politique sociale sous la présidence de Hugo Chávez (de 1999 à 2013) s'éloignant du gouvernement qui avait officiellement adopté une économie de libre marché et des principes de réformes neolibéraux en s'orientant vers des programmes quasi-socialiste de redistribution du revenu et de sécurité sociale. Chávez a presque complètement renversé la politique étrangère du Venezuela. Au lieu de continuer à soutenir les États-Unis et les intérêts stratégiques de l'Europe, comme ses prédécesseurs, Chávez a voulu promouvoir un développement alternatif et des paradigmes d'intégration pour le Tiers Monde.

### 1999: la crise économique et la nouvelle constitution
Chávez prête serment d'entrée en fonction de président le 2 février 1999 avec l'intention de renverser le déclin économique du Venezuela et de renforcer le rôle de l'État dans l'économie. Il passe ses premiers mois principalement à démanteler ce que ses supporteurs appelèrent le puntofijismo - un arrangement entre les trois principaux partis politiques du pays - via de nouvelles lois et une réforme de la constitution. Son deuxième objectif est d'allouer immédiatement des fonds supplémentaires au gouvernement afin de développer de nouveaux programmes sociaux.
Cependant, les prix bas du pétrole et les taux d'intérêt grimpants au niveau international provoquent une récession qui secoue le Venezuela. La trésorerie fédérale est alors réduite offrant d'insuffisantes ressources à Chávez pour mettre en place les mesures pour contrer la pauvreté qu'il avait promises. Par conséquent, en avril 1999, Chávez se concentre plus sur l'institution vénézuélienne qui coûte le plus au gouvernement et moins sur le développement social qu'il désire tant. Chávez ordonne à toutes les branches de l'armée de concevoir des programmes afin de combattre la pauvreté et promouvoir le développement civique et social des régions rurales et des bidonvilles du pays. Le programme civil-militaire est appelé le « plan Bolivar 2000 ». Ce programme est fondé à partir d'un programme similaire mis en vigueur par le président cubain Fidel Castro au début des années 1990, alors que le peuple cubain souffre encore du Período especial en tiempo de paz - période de la crise économique à Cuba dans les années 1990. Les projets inclus dans le plan Bolivar 2000 portent sur la construction de routes, la construction de logements, ainsi que la vaccination en masse. Le plan faillit vers la fin de l'année 2001, avec des accusations et des révélations de la part d'officiers militaires, dont certains participent à la rébellion contre le président en avril 2002 ainsi que des officiers liés au président.
Chávez décide de s'éloigner complètement des politiques économiques utilisées sous les administrations précédentes. Il termine leurs pratiques de privatisation du patrimoine détenu par l'État, tel que le système de sécurité sociale national, les entreprises publiques dans les industries de l'aluminium et du pétrole. 
Cependant, bien que Chávez souhaite promouvoir la redistribution des richesses, l'augmentation des lois et la dépense sociale, il ne veut pas non plus décourager l'investissement direct à l'étranger. En conservant ce que ses prédécesseurs avaient fait, Chávez essaie d'étayer les afflux d'investissements directs à l'étranger afin d'empêcher une crise économique due à la perte de capital pour l'étranger et à l'inflation.
Chávez travaille aussi à la réduction d'extraction de pétrole au Venezuela dans l'espoir de maintenir les prix du pétrole élevés et, au moins théoriquement, augmenter les revenus totaux du pétrole. Cela a pour but de doper les réserves de devises étrangères qui ont sévèrement diminué. Il se manifeste beaucoup auprès des autres pays membres de l'OPEC afin qu'ils baissent leurs taux de production. Par la suite, Chávez est connu sous le surnom de « faucon des prix » dans ses négociations avec l'industrie du pétrole et les pays membres de l'OPEC. Chávez essaie de plus de renégocier les accords datant de 60 ans portant sur les paiements des royalties avec les géants pétroliers Philips Petroleum et ExxonMobil. Ces accords permettaient aux entreprises de payer un minuscule 1 % de taxe, au maximum, sur les 10 milliards de dollars de revenus qu'ils gagnaient de l'extraction du pétrole vénézuélien. Peu après, Chávez déclare son intention de continuer et terminer la nationalisation des ressources pétrolières du pays. Bien qu'il ne soit pas victorieux dans ses essais de renégociation avec les entreprises pétrolières, Chávez se concentre sur son objectif principal afin d'améliorer l'égalité et l'efficacité du système de taxe du pays autrefois plus faible, ainsi que le système d'audit financier, particulièrement pour les propriétaires et les grandes entreprises.
Néanmoins, vers la mi-1999, Chávez est outré de l'échec de son administration à mettre en vigueur les initiatives tant promises pour lutter contre la pauvreté. Les membres de l'opposition de l'Assemblée nationale du Venezuela se mettent en travers des lois de ses alliés politiques. Chávez contourne alors ces oppositions en approuvant la programmation de deux élections nationales pour juillet 1999, seulement quelques mois après son élection à la présidentielle. La première élection prend la forme d'un référendum afin de déterminer si une assemblée nationale constitutionnelle doit être fondée. L'assemblée doit alors préparer une nouvelle constitution pour le pays, plus proche de l'idéologie politique de Chávez. Durant la seconde élection, les membres de cette assemblée constitutionnelle sont élus. Le référendum constitutionnel passe avec 72 % de votes 'pour'. Durant la seconde élection, les membres du MVR de Chávez et certains partis alliés forment le Polo Patriotico (« Pôle patriotique »). Le Polo Patriotico de Chávez gagne 95 % (120 sur un total de 131) des sièges dans l'Assemblée Constitutionnelle Vénézuélienne lors du vote.
Cependant, en août 1999, l'Assemblée constitutionnelle établit un « comité judiciaire d'urgence » qui a le pouvoir de retirer des juges sans consulter les autres branches du gouvernement. Plus de 190 juges sont finalement suspendus pour corruption. Durant le même mois, l'Assemblée constitutionnelle déclare une « urgence législative » résultant en un comité comprenant sept membres qui doit conduire les fonctions législatives normalement conduites par l'Assemblée nationale. L'opposition législative à la politique de Chávez est immédiatement démantelée. Pendant ce temps, l'Assemblée constitutionnelle interdit à l'Assemblée Nationale de tenir des réunions de n'importe quelle sorte. 
L'Assemblée constitutionnelle rédige la Constitution vénézuélienne de 1999. Avec 350 articles, le document est l'une des plus longues constitutions du monde. Le premier changement concerne le nom officiel du pays : « République du Venezuela » devient « République bolivarienne du Venezuela ». Un autre changement amène à l'augmentation de la longueur du mandat présidentiel de 5 à 6 ans, permettant la possibilité de faire deux mandats consécutifs au lieu d'un seul, mais limité à deux mandats, ainsi que des dispositions afin de proposer des référendums révocatoires (c'est-à-dire que les votants vénézuéliens obtiennent le droit de remplacer le président avant la fin de son mandat). De tels référendums ne peuvent prendre effet qu'avec une pétition et un certain nombre de signatures. La présidence est alors dramatiquement renforcée, avec le pouvoir de dissoudre l'Assemblée Nationale sur décret. La nouvelle constitution convertit l'ancien pouvoir législatif bicaméral de l'Assemblée nationale en monocaméral, ce qui lui retire beaucoup de ses anciens pouvoirs. Un nouveau poste est fondé, celui de Défenseur public dont l'autorité permet de vérifier les activités de la présidence, de l'Assemblée nationale et de la constitution. Chávez qualifie le Défenseur Public de gardien de la « branche morale » du nouveau gouvernement du Venezuela, chargé de défendre les intérêts publics et moraux. Et pour finir, le système judiciaire est réformé. Sous la nouvelle constitution, les juges obtiennent alors leurs postes par vote du peuple et non, comme avant, par sélection de l'Assemblée nationale.
Cette nouvelle constitution est présentée et approuvée par l'électorat national en décembre 1999. En l'espace de seulement 60 jours, l'Assemblée constitutionnelle rédige un document qui sauvegarde la plupart des changements structurels voulus par Chàvez en lois constitutionnelles. Chávez déclare que de tels changements sont nécessaires afin de réussir à mettre en vigueur ses programmes de justice sociale. Il prévoit de mettre en vigueur les changements radicaux dans la structure gouvernementale et politique du Venezuela. Ainsi, il se base sur les promesses faites durant sa campagne en 1998 afin de déclencher la discussion politique avec les indépendants et les tiers. Par ce procédé, Chávez cherche à paralyser grandement l'AD (Acción Democrática) et l'opposition COPEI, Partido Social Cristiano de Venezuela, le parti social-chrétien du Venezuela. En un seul mouvement, tous les objectifs de Chávez sont dramatiquement poussés. 
Le 15 décembre 1999, après des semaines de pluie forte, des coulées de boue dans tout le pays provoquent la mort de 30 000 personnes. Des critiques rapportent que Chávez est tellement concentré sur le référendum que le gouvernement ignore le rapport de défense civile appelant à des mesures d'urgence émises le jour où les inondations commencent. Le gouvernement rejette alors ces accusations. Peu après, Chávez mène personnellement les secours. Les coulées de boue suivantes, en 2000, provoquent la mort de 3 personnes.

### 2000–2001: sa réélection
Le 30 juillet 2000, se tiennent les élections pour la nouvelle Assemblée Nationale monocamérale. Pendant cette même élection, Chávez se représente à sa propre réélection. La coalition de Chávez rassemble une majorité de sièges à l'Assemblée nationale et Chávez est réélu avec 60 % des votes. La Fondation Carter contrôle l'élection présidentielle de 2000. D'après son rapport sur l'élection, dû au manque de transparence du Consejo National Electoral, le conseil national électoral, ainsi qu'à la pression politique du gouvernement de Chávez qui provoquent des élections avancées, il est impossible de valider les résultats officiels du CNE. Cependant, la fondation conclut que l’élection présidentielle exprime de façon légitime la pensée du peuple.
Plus tard, le 3 décembre 2000, se tiennent les élections locales et le référendum. Le référendum, soutenu par Chávez, propose une loi qui renforce les syndicats du Venezuela afin de tenir des élections contrôlées par l'État. Le référendum est largement condamné par les organisations travaillistes internationales, dont l'Organisation internationale du travail considérant l'élection comme une intervention du gouvernement dans des affaires internes aux syndicats. Ces organisations menacent alors d'appliquer des sanctions au Venezuela.
Après les élections de mai et juillet 2000, Chávez soutient le passage de la « Loi des pleins pouvoirs » de l'Assemblée nationale. Cette loi permet à Chávez de gouverner par décret pendant un an. En novembre 2001, peu avant l'expiration de cette loi, Chávez met en vigueur un ensemble de 49 décrets. Ces derniers comprennent la loi sur les hydrocarbones et la loi sur les terres. La Fédération des Chambres de commerce vénézuélienne, la Fedecámaras, une fédération nationale de commerce et la Confederación de Trabajadores de Venezuela - la confédération des travailleurs vénézuéliens, une fédération de syndicats, s'opposent à l'autorisation de ces nouvelles lois et appellent à une grève générale le 10 décembre 2001 dans l'espoir que le président révise la loi, et ouvre un débat sur ces lois. La grève n'a pas de graves conséquences sur les décisions et la politique de Chávez.
À la fin de ses trois années de présidence, Chávez a réussi à commencer un programme de réforme agraire et introduit plusieurs réformes afin d'améliorer la sécurité sociale de la population. Ces réformes entraînent une baisse des taux de mortalité infantile, la mise en place d'un système de soins médicaux gratuit, fondé par l'État, ainsi qu'un système éducatif gratuit jusqu'à l'université. Dès décembre 2001, l'inflation baisse à 12,3 %, le niveau le plus faible depuis 1986, alors que la croissance économique reste stable à 4 %. L'administration de Chávez reporte aussi l'augmentation du nombre d'inscriptions en école primaire d'un million d'élèves.

### 2002: le coup d’État et la grève patronale
Le 9 avril 2002, Carlos Ortega, le leader de la Confederación de Trabajadores de Venezuela, appelle à deux jours de grève générale. Environ 500 000 personnes manifestent dans les rues le 11 avril 2002, et marchent en direction du siège de l'entreprise publique de pétrole du Venezuela, la Petróleos de Venezuela S.A., par rapport à sa récente politique de licenciements. Les organisateurs décident alors de rediriger la manifestation vers le palais présidentiel Miraflores, où a lieu une manifestation pro-Chávez. Chávez s'empare des radios vénézuéliennes plusieurs fois dans l'après-midi par le biais d'un cadena, une réquisition des radios pour diffuser des annonces publiques afin de demander aux manifestants de rentrer chez eux, diffusant de longs discours préenregistrés, et essayant de bloquer la médiatisation de la violence qui s'ensuit. Des coups de feu ainsi que de violentes manifestations commencent entre deux groupes de manifestants, la police métropolitaine de Caracas (sous le contrôle du maire, parti de l'opposition) et la garde nationale vénézuélienne (sous les ordres de Chávez). Les snipers sont postés aux différents endroits où à la fois les supporteurs de l'opposition et de Chávez se trouvent.
Peu après, subitement, le commandant en chef des forces armées vénézuéliennes, Lucas Rincón Romero annonce dans un message diffusé dans tout le pays que Chávez vient de donner sa démission de son poste de président. Alors que Chávez est conduit à une base militaire, et détenu l`-bas, les leaders militaires désignent l'actuel président de la Fédération Vénézuélienne des Chambres de Commerce, la Fedecámaras Pedro Carmona, le président intérimaire du Venezuela. Le premier décret de Carmona renverse les plus importantes politiques sociales et économiques qui constituaient la révolution bolivarienne de Chávez, dont le desserrage des contrôles de crédits de Chávez ainsi que la fin des quotas sur les prix du pétrole en augmentant la production aux niveaux de la période pré-Chávez. Carmona dissout aussi à la fois l'Assemblée nationale et le système judiciaire, et rechange le nom du pays au nom originaire : la República de Venezuela.
Les décrets de Carmona sont suivis des insurrections pro-Chávez et des pillages dans la ville de Caracas. Afin de répondre à ces émeutes, les soldats vénézuéliens loyaux à Chávez appellent à un massif soutien populaire pour un contrecoup. Plus tard, ces soldats attaquent et reprennent le palais présidentiel et relâchent Chávez de sa captivité. C'est ainsi que le plus court gouvernement de l'histoire vénézuélienne fut terminé. Chávez reprend son poste de président dans la nuit du samedi 13 avril 2002. À la suite de cet épisode, Rincón est désigné commandant de l'Armée par Chávez et plus tard en 2003, ministre de l'Intérieur. L'opposition discutera plus tard que, puisque Lucas Rincón resta proche du président, ce ne fut pas un coup d'État, mais plutôt une vacance de pouvoir quand Chávez démissionna, malgré la violation de l'ordre de succession.

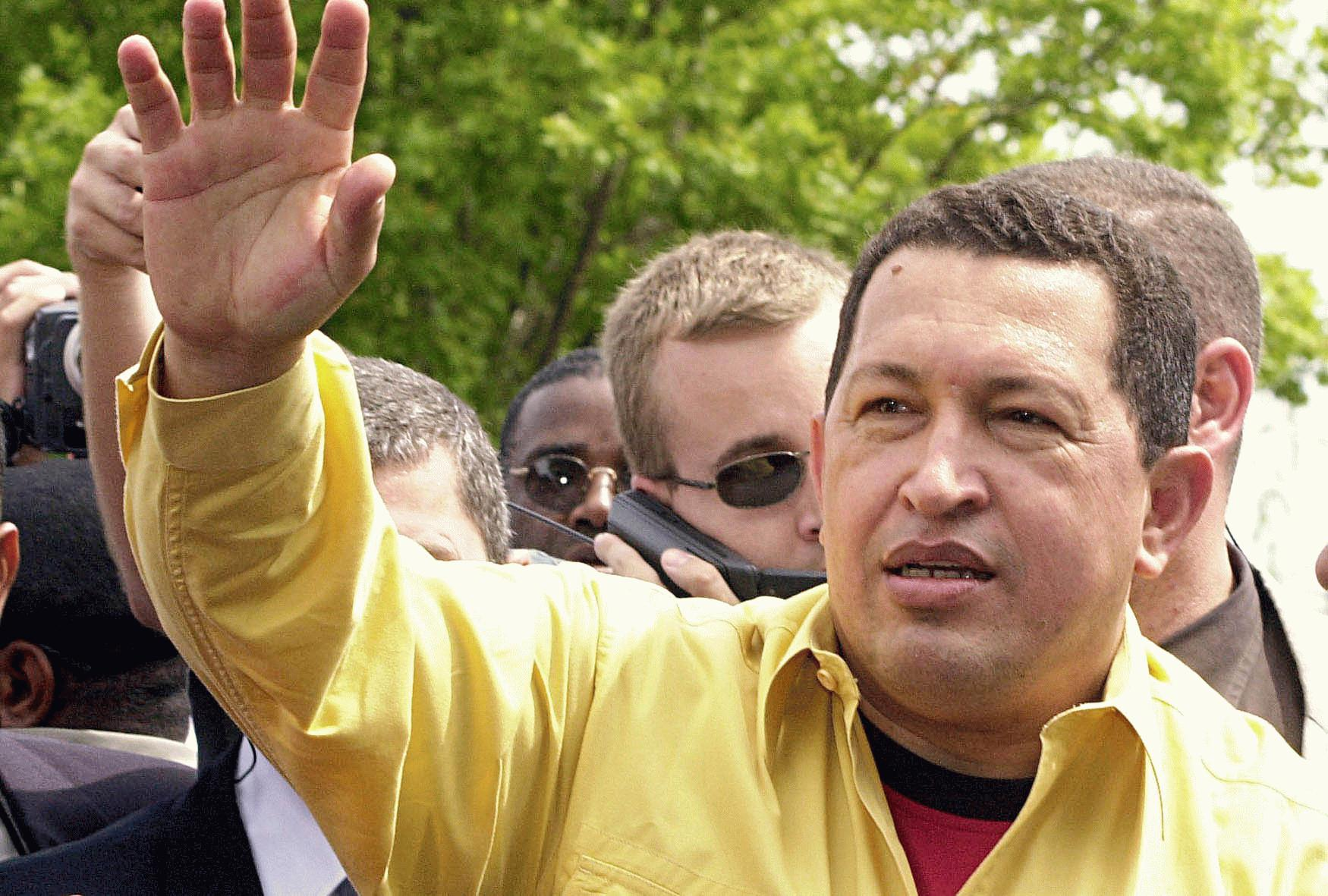
Chávez salue ses supporteurs en sortant de l'avion à l'aéroport de Salgado Filho Airport le 26 janvier, 2003 alors en route pour le Forum social mondial se tenant à Porto Alegre, au Brésil (Agência Brasil).

Après la reprise de Chávez à la présidence en avril 2002, il ordonne plusieurs enquêtes, et les résultats officiels soutiennent les suppositions de Chávez comme quoi le coup d'État de 2002 était commandité par les États-Unis. Le 16 avril 2002, Chávez déclare qu'un avion enregistré sous des numéros américains a visité et s'est posé sur la base aérienne de Orchila Island, au Venezuela, alors que Chávez était retenu captif. Le 14 mai 2002, Chávez revendique qu'il a la preuve définitive de l'implication de l'armée américaine dans le coup d'État du mois d'avril. Il soutient que durant le coup, les images du radar vénézuélien ont indiqué la présence de navires et avions militaires américains dans les eaux et les airs du pays. The Guardian a publié une déclaration de Wayne Madsen, un écrivain à cette époque de gauche et ancien analyste de la marine ainsi que critique de l'administration de George W. Bush. Dans sa déclaration, il revendique l'implication des États-Unis. Le sénateur des États-Unis Christopher Dodd, demande alors une enquête que Washington semble excuser le retrait de monsieur Chavez,, qui par la suite trouve que « les officiels américains ont agi de façon appropriée et n'ont en aucun cas encouragé le coup d'État contre le président du Venezuela », ou n'ont fourni de soutien logistique naval,.
Chávez revendique aussi, immédiatement après le coup, que les États-Unis cherchent encore à le renverser. Le 6 octobre 2002, il déclare qu'il a déjoué un nouveau complot de coup d'État, et le 20 octobre 2002, il soutient qu'il a tout juste échappé à une tentative d'assassinat alors qu'il revient d'un voyage en Europe. Pendant cette période, l'ambassadeur américain au Venezuela prévient l'administration de Chávez de deux possibilités de complots d'assassinats.
Peu après son retour à son bureau, Chávez prend rapidement des mesures afin de protéger le soutien à son gouvernement. Il commence par licencier soixante généraux et remplacer complètement les échelons supérieurs des forces armées du pays, les remplaçant par des employés plus complaisants et pro-Chávez. Chávez cherche aussi à renforcer le soutien dans les soldats de l'infanterie. Il encourage des programmes de soutien, de l'emploi et des bénéfices pour les vétérans tout en proclamant de nouvelles initiatives de développement civil-militaire. 
Cependant, seulement quelques mois passent après le coup d'État d'avril 2002, avant que la présidence de Chávez ne connaisse une autre crise. Chávez, outré par le coup et cherchant d'autres fonds pour ses programmes sociaux, propose en fin d'année 2002, de mettre en place un contrôle total sur la PDVSA et ses revenus. Ainsi, durant les deux mois suivant le 2 décembre 2002, Chávez fait face à une grève des travailleurs résistants de la PDVSA qui cherchent à forcer Chávez hors de son poste en lui enlevant l'accès au revenu du pétrole, très important à son gouvernement. La grève, menée par la coalition des syndicats de travailleurs, des magnats industriels et des employés de l'industrie pétrolière, cherche à interrompre les activités de la PDVSA. Par conséquent, le Venezuela cesse d'exporter les 2 800 000 barils de pétrole et dérivatifs pétroliers, soit 450 000 m3, ce que le pays exportait par jour en moyenne. Les déficits d'hydrocarbon commencent rapidement à éclater partout dans le pays, avec de longues queues se formant aux stations services. Les importations d'essence se font rapidement nécessaires. Alarmé, Chávez répond en licenciant les membres anti-Chávez de la direction de la PDVSA ainsi que 18 000 employés qualifiés de la compagnie. Chávez justifie son action en revendiquant leur complicité dans la mauvaise gestion et leur corruption dans le traitement des revenus pétroliers. Les supporteurs de l'opposition quant à eux, déclarent que ses actions sont politiquement motivées.

### 2003–2004: le référendum pour la destitution du président
Alors qu’il peine à conserver le soutien du peuple, Chávez lance en 2003 et 2004, un certain nombre de campagnes sociales et économiques. En juillet 2003, il lance « la Mission Robinson », un projet de loi sous forme de campagne ayant pour but de permettre aux plus de 1,5 million de Vénézuéliens illettrés recensés avant son élection en 1999, d'apprendre gratuitement à lire, l’orthographe, l’expression écrite, ainsi que l’arithmétique. Le 12 octobre 2003, Chávez lance la « Mission Guaicaipuro » visant à protéger le gagne-pain, la religion, les terres, la culture et les droits des indigènes du Venezuela. Fin 2003, le président vénézuélien lance la « mission Sucre », dans l’intention de permettre aux 2 millions de vénézuéliens n’ayant pas achevé leur parcours scolaire élémentaire, de pouvoir bénéficier d’une éducation supérieure. En novembre 2003, Chávez annonce une nouvelle mission : la « Mission Ribas » promettant de fournir des études de rattrapage et des diplômes aux 5 millions de vénézuéliens qui ont abandonné leurs études au lycée. Lors du premier anniversaire de la mise en place de la mission Robinson, ayant lieu à Caracas au théâtre Teresa Carreño, Chávez explique devant une audience de 50 000 anciens illettrés vénézuéliens qu’en « un an, 1,250 million de Vénézuéliens ont obtenu leur diplôme ». Néanmoins, il reste une ombre au tableau. En effet, le taux d’inflation monte en flèche à 31 % en 2002 et se maintient au haut niveau de 27 % en 2003, causant une rude épreuve à surmonter pour les plus pauvres.
Le 9 mai 2004, un groupe de 126 paramilitaires colombiens furent capturés au cours du raid d'une ferme près de Caracas. Ils sont accusés d'une tentative de coup d'État où ils auraient voulu renverser le président Hugo Chávez. L'opposition accuse le président de vouloir détourner l'attention à quelques mois des élections. En octobre 2005, 27 des accusés colombiens furent reconnus coupables et condamnés à 9 ans de prison. Le général Poggioli Pérez écope de 2 ans de prison, tandis que le colonel Farias Rodríguez et le capitaine Rafael Farias Villasmil fueron écopent tous deux de 9 ans de prison. Les autres furent libérés et expulsés.
Début et mi 2003, Súmate (Rejoins-nous), mouvement associatif civil vénézuélien entame le processus de collecte de millions de signatures pour pouvoir activer le référendum de destitution du président inclus dans la constitution de Chávez de 1999. En août 2003, près de 3,2 millions signatures sont présentées, mais rejetées par la majorité pro-Chávez au conseil national électoral (CNE) invoquant la raison que beaucoup avaient déjà été collectées avant la moitié du mandat présidentiel de Chávez. Des rapports commencent alors à émerger au sein de l’opposition que Chávez a commencé à ‘punir’ ceux qui avaient signé la pétition, alors que ceux en faveur de Chávez expliquent qu’ils ont été forcés par leurs employeurs à signer sur leur lieu de travail. En novembre 2003, l’opposition collecte de nouvelles signatures, avec 3,6 millions noms rassemblés en un laps de temps de quatre jours. Des émeutes éclatent sur le plan national alors que des allégations de fraude avaient été faites par Chávez à l’encontre de ceux qui avaient collectés les signatures. 
La disposition de la constitution autorisant la destitution présidentielle requiert les signatures de 20 % de l’électorat afin de provoquer le référendum de destitution. De plus, les cedulas (numéro de carte d’identité nationale) et les identités de ceux qui ont signé la pétition, ne sont pas tenues secrètes, et ont en fait été même rendues publiques par Luis Tascón, un membre de l’Assemblée nationale du Venezuela représentant le parti de Chávez (Mouvement cinquième république, le MVR) et le parti communiste du Venezuela de l’État de Táchira. Le gouvernement est accusé d’augmenter la liste des votants en donnant la citoyenneté à des immigrants et réfugiés dans l’illégalité ; et l’opposition affirme qu’il s’agissait d’une citoyenneté pour les programmes de vote. Le nombre d’inscriptions de votants augmente de 2 millions avant le referendum, qui en effet augmente le seuil de 20 % de l’électorat nécessaire pour pouvoir effectuer une destitution. 
Des rapports émergent à nouveau sur le fait que Chávez et ses alliés auraient pénalisé les signataires de la pétition rendue publique. Des inculpations s’ensuivent causant le renvoi sommaire de ministres au gouvernement, à la PDVSA, à l’entreprise des eaux appartenant à l’État, au métro de Caracas, et dans les hôpitaux publics contrôlés par les alliés politiques de Chávez. Finalement, après la soumission par l’opposition au CNE d'une pétition valide avec 2 436 830 signatures nécessaires au référendum, il est enfin annoncé le 8 juin 2004 par le CNE. Chàvez et ses alliés politiques y répondent par la mobilisation de supporteurs afin d’encourager le rejet de la destitution du gouvernement avec un vote en faveur du ‘non’.
Le vote pour la destitution du gouvernement se tient le 15 août 2004. Un record du nombre de votants mène à la défaite la tentative de destitution avec 59 % des votes en faveur du ‘non’,. L’élection est supervisée par la Fondation Carter qui la juge juste et ouverte. Des critiques déclarent que les résultats sont une fraude, citant des documents indiquant que les vrais résultats sont à l’opposé de ceux reportés, et soulèvent des questions à propos de la propriété du gouvernement des machines de votes. « Fraude massive » c’est ce qu’on prétend et les conclusions de Carter sont remises en question bien que cinq autres sondages de l’opposition montrent la victoire de Chàvez,.  
Un Chàvez jubilant promet de redoubler d’efforts contre la pauvreté et l’ « impérialisme » tout en promettant d’entretenir le dialogue avec ses opposants. Le gouvernement Chàvez par la suite, inculpe les fondateurs de Súmate pour trahison et conspiration pour avoir reçu des fonds étrangers, réservés pour les études des votants, du département d'État des États-Unis par le biais de la National Endowment for Democracy, déclenchant des commentaires des organisations des droits de l’Homme et du gouvernement américain,,. Le procès est repoussé à une date ultérieure plusieurs fois. Un programme du nom de « Mission Identité », pour suivre l’inscription des votants des immigrants du Venezuela – comprenant ceux en faveur de Chàvez bénéficiant de ses subventions- est mis en place avant l’élection présidentielle de 2006.

### 2004–2005: objectif: Affaires étrangères

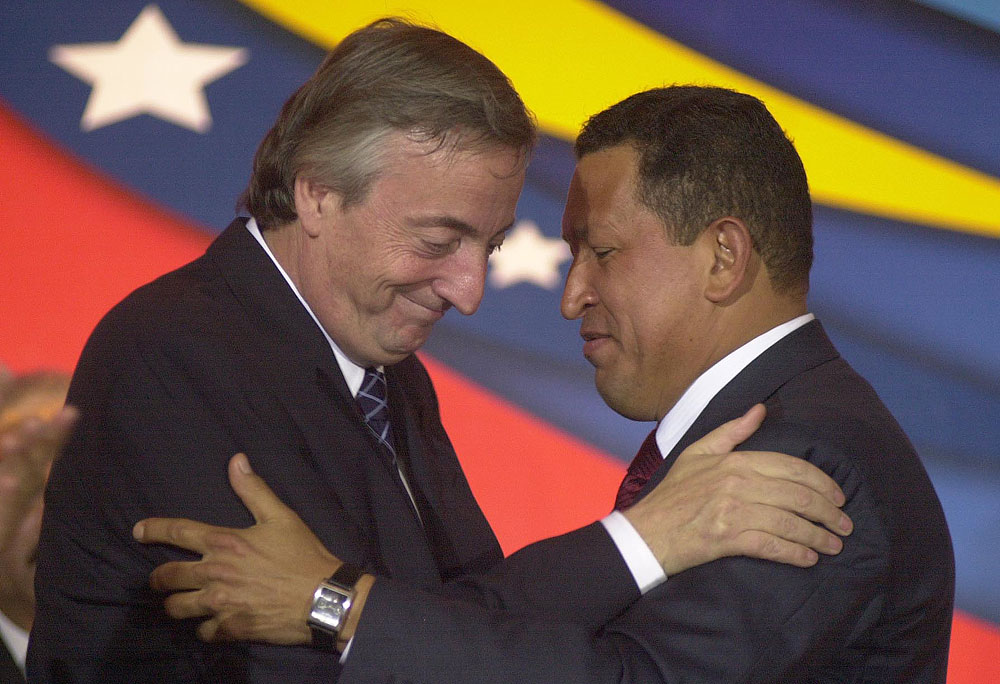
Chávez étreint le président argentin Néstor Kirchner durant la conclusion de la conférence de presse qui eut lieu au Venezuela en juillet 2004 (Office of the Argentine Presidency).

À la suite de sa victoire au référendum, les premiers objectifs de Chávez afin de transformer fondamentalement la politique sociale et économique, ainsi que la redistribution des revenus, s'accélèrent de façon significative. Chávez place une fois de plus le développement et la mise en place des « Missions bolivariennes » à l'avant de son agenda politique. De vives augmentations dans les prix du pétrole donnent accès à Chávez à des milliards de dollars en réserves de devises étrangères. La croissance économique s'améliore de façon remarquable, atteignant plus de 10 % de croissance en 2004 et 9,3 % de taux de croissance en 2005.
De nombreuses nouvelles initiatives politiques sont lancées par Chávez après 2004. Fin mars 2005, le gouvernement de Chávez passe une série de réglementations sur les médias qui proclament illégales la diffusion de diffamations et calomnies à l'encontre de fonctionnaires publics. Une réglementation annonçant des peines de prison allant jusqu'à 40 mois pour des cas de diffamations lancées à l'encontre de Chávez ainsi que d'autres officiels est mis en vigueur. Quand on lui demande s'il ferait exécuter cette loi si une personnalité des médias l'insultait, Chávez répond « Je me fiche qu'ils [les médias privés] m'insultent… Comme Don Quichotte disait, 'Si les chiens aboient, c'est parce que nous travaillons. » Chávez travaille aussi afin d'étendre ses programmes de redistribution des terres et de sécurité sociale en autorisant et en fondant de nombreuses nouvelles « Missions Bolivariennes », comme, la « Mission Vuelta al Campo ». Les seconde et troisième phases de la « Mission Barrio Adentro », commencent toutes deux en juin 2005 dans le but de construire, de fonder et de remettre à neuf les équipements secondaires (centre de diagnostic intégré) et tertiaires (hôpitaux) de soins médicaux dans le pays. Et enfin, la « Mission Miranda » établit une milice de citoyens nationale. Pendant ce temps, les médecins du pays se mettent en grève, protestant contre le détournement de l'argent public provenant de leurs institutions existantes au profit de ces nouvelles institutions Bolivariennes, gérées par des médecins cubains.
Chávez se concentre de façon considérable sur les relations étrangères du Venezuela en 2004 et 2005 avec de nouveaux accords bilatéraux et multilatéraux, dont certains projets aide humanitaire et de construction. Chávez s'engage avec de nombreux leaders étrangers, Néstor Kirchner d'Argentine, Hu Jintao de Chine, Fidel Castro de Cuba et Mahmoud Ahmadinejad d'Iran. Cela est plus ou moins brillant. Le 14 mars 2005, Chávez déclare publiquement que la zone de libre-échange des Amériques soutenue par les États-Unis est « morte ». Il annonce que le modèle de développement néolibéral a complètement échoué à améliorer la vie des Sud-Américains, et qu'un modèle différent, cette fois anticapitaliste, serait conçu afin d'augmenter l'échange et les relations entre le Venezuela, l'Argentine et le Brésil. Chávez a aussi annoncé son désir, en tant que gauchiste, de fondation d'une Organisation du traité de l'Atlantique nord pour l'Amérique du Sud. 
Durant le cours des années 2004 et 2005, l'armée vénézuélienne sous Chávez commence aussi à sérieusement réduire les achats d'armes et les attaches militaires avec les États-Unis. Le Venezuela, sous Chávez recherche d'autres sources d'achat d'armes, telles que le Brésil, la Russie, la Chine, et l'Espagne. Les tensions concernant ces achats s'accentuent et Chávez répond à celles-ci en cessant la coopération entre les deux pays. Il demande alors aussi à tous les soldats américains en service actif de quitter le pays. De plus, en 2005, Chávez annonce la création d'une grande « Reserve militaire », le programme de « Mission Miranda ». Ce dernier comprend une milice de 1,5 million de citoyens. Ceci est une mesure de défense contre les interventions étrangères ou directes invasions. De plus, en october 2005, Chávez exclut l'organisation missionnaire chrétienne, la « New Tribes Mission », du pays, accusant cette dernière d'« infiltration impérialiste » ainsi que de connexions avec la CIA. En même temps, il accorde des titres inaliénables, de près de 6 800 km2 de terre qui étaient habitées à l'origine par les peuples indigènes de l'Amazone, à leur résidents natifs respectifs. Il fait cela bien que ces terres ne puissent être ni vendues, ni achetées comme des titres occidentaux peuvent le faire. Chávez montre ces changements comme preuve que sa révolution était aussi une révolution pour la défense des droits des indigènes, tels que ce encouragés par la « Mission Guaicaipuro » de Chávez.
Durant cette période, Chávez accorde une place plus importante aux modèles alternatifs de développement économique et de commerce international. La plupart sous la forme d'accords d'aide internationale extrêmement ambitieux, dans tout l'hémisphère. Par exemple, le 20 août 2005, pendant la première cérémonie de remise de diplômes des étudiants boursiers internationaux à la Latin American School of Medicine de Cuba, Chávez annonça qu'il établirait en collaboration avec Cuba une seconde école médicale sans frais d'inscription. Un projet à titre gracieux d'une valeur de 20 à 30 milliards de dollars. Cette école donnerait un enseignement à plus de 100 000 physiciens qui en retour s'engageraient à travailler dans les plus pauvres communautés de l'hémisphère Sud. Il annonce que le projet fonctionnerait durant la prochaine décennie et que cette nouvelle école pourrait accueillir 30 000 étudiants pauvres d'Amérique latine et des Caraïbes.
Chávez prend aussi l'opportunité sur le plan international de mettre côte à côte de tels projets avec les résultats et les travaux de la globalisation néolibérale. Plus particulièrement, pendant son discours au sommet mondial de l'ONU en 2005, il dénonce les modèles de développement qui sont organisés autour des directives néolibérales telles que la libération des flux de capitaux, le retrait des barrières commerciales, et la privatisation comme raison de l'appauvrissement des pays en voie de développement. Chávez va jusqu'à prévenir de l'imminente pénurie mondiale d'énergie amenée par l’épuisement des hydrocarbures (basé sur la théorie du pic de Hubbert), annonçant que « nous sommes face à une crise d'énergie sans précédent… Le pétrole commence à s'épuiser ». En plus, le 7 novembre 2005, Chávez se réfère au piétinement de la FTAA, déclarant au 4e sommet des Amériques, tenu à Mar del Plata en Argentine, que « le plus grand perdant aujourd'hui est George W. Bush. L'homme s'en va blessé. On pouvait voir la défaite dans son visage ». Chávez prend la même opportunité et déclare que « le goût de la victoire » est apparent par rapport à la promotion de ses propres commerces alternatifs, l'Alternative bolivarienne pour les Amériques (ALBA—Alternativa Bolivariana para América), que le Venezuela et Cuba inaugurent le 14 décembre 2004.
En 2005, Chávez exige l'extradition de Luis Posada Carriles, accusé d'un complot d'attaque à la bombe du vol 455 Cubana. Un juge texan bloque l'extradition se basant sur le fait qu'il serait torturé au Venezuela. L'ambassade vénézuélienne accuse le Department of Homeland Security de refuser de contester de telles accusations durant le procès. Chávez demande de plus l'extradition d'anciens officiers vénézuéliens et des membres des Militares democraticos, le lieutenant German Rodolfo Varela et le lieutenant Jose Antonio Colina, qui sont recherchés pour avoir bombardé les ambassades espagnole et colombienne après le discours de Chávez critiquant ces deux gouvernements,.

### 2006
La BBC déclare que Chávez « n'a pas caché le fait qu'il était en faveur de modifier la constitution afin de pouvoir se présenter à nouveau en 2012 à l’élection présidentielle ». Il a déclaré qu'il avait l'intention de se retirer de la présidence du Venezuela en 2021. Il cherche à se faire réélire et son score au mois d'août était de 55 %.
En 2006, Chávez annonce que le Venezuela va tenter de gagner un siège non-permanent au Conseil de sécurité des Nations unies. Les officiels de Washington encouragent les pays d'Amérique Latine et des Caraïbes à voter à la place pour le Guatemala. Les analystes cités par le magazine Forbes soutiennent que Chávez aurait offert de fournir 20 % des besoins en pétrole brut de Chine si Pékin soutenait la candidature du Venezuela afin de faire partie du Conseil de sécurité des Nations unies. Au Chili, la presse s'inquiète des subventions vénézuéliennes d'aides aux inondations pourrait affecter la décision du gouvernement de soutien du pays afin d'être admis au Conseil de Sécurité. Cependant, le Venezuela n'obtient pas plus de votes que le Guatemala des 41 votes de l'ONU en octobre 2006 . À cause de cette impasse, le Panamá est sélectionné en tant que candidat de consentement et par la suite gagne l'Élection du Conseil de sécurité de l'ONU de 2006 pour le siège de l'Amérique latine au Conseil de Sécurité.
En accord avec la tendance de sa politique étrangère, Chávez rend visite à plusieurs pays d'Amérique latine, ainsi que le Portugal, la Biélorussie, la Russie, le Qatar, la Syrie, l'Iran, le Vietnam, le Mali et le Bénin. À la demande du président de la Gambie, Yahya Jammeh, Chávez assiste au sommet de l'Union africaine à Banjul en 2006. Il visite aussi le Peuple de la République de Chine et la Malaisie.
En 2006, Chávez accuse le gouvernement des États-Unis d'essayer d'encourager la Colombie à devenir un adversaire du Venezuela sur une dispute d'armes récente. « L'empire des États-Unis ne perd pas une chance de s'attaquer à nous et d'essayer de créer une discorde entre nous. C'est l'une des stratégies de l’empire : Diviser pour mieux régner. » a-t-il déclaré en réponse au gouvernement des États-Unis.

#### Discours aux Nations unies
Le 20 septembre 2006, Chávez fait un discours devant l'Assemblée générale de l'ONU accablant le président américain George Bush. Dans son discours, Chávez fait référence à Bush l'appelant « le diable », ajoutant que Bush, qui avait fait son discours devant l'assemblée un jour auparavant, était venu devant l'Assemblée générale pour « partager ses 'remèdes de bonnes femmes' afin d'essayer de préserver le modèle actuel de domination, d'exploitation et de pillage des peuples du monde »,. Bien que ce fut largement condamné par les politiciens et médias américains,,, le discours fut reçu avec une « forte acclamation » dans l'Assemblée,.

#### Subventionner du pétrole pour chauffer les pauvres aux États-Unis
En 2005, le président Chávez commence un programme afin de fournir du pétrole pour chauffer les pauvres, à bas prix, dans certaines régions des États-Unis (New York Daily News, le 21 septembre 2006). Le programme s'agrandit en septembre 2006 afin d'inclure 4 des 5 arrondissements de la ville de New York, fournissant 95 millions de litres de pétrole aux résidents à faible revenu de New York, cette année, à un prix 40 % moins cher que le prix de gros du marché. Cette quantité fournit assez de pétrole pour chauffer 70 000 appartements, hébergeant 200 000 habitants de New York, pour un hiver entier (New York Daily News, le 21 septembre 2006). On a aussi reporté que Chávez envoie du pétrole pour chauffer les villages pauvres et isolés en Alaska. Certains ont remis en question les motifs de la générosité de Chávez. Les leaders législatifs de l’État du Maine ont demandé au gouverneur de l’État de refuser ce pétrole subventionné, et le New York Daily News critiqua son offre en le surnommant « mac du pétrole. »

### 2007–2013

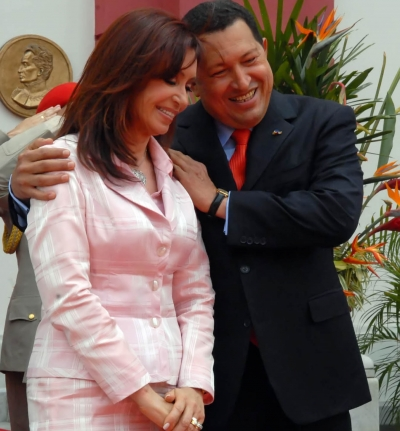
La présidente de l'Argentine Cristina Fernández de Kirchner, avec Hugo Chávez 2008-03-05.

Le 8 janvier 2007, le président Chávez a nommé un nouveau gouvernement, et remplacé la plupart des ministres. Jorge Rodríguez a été nommé vice-président, en remplacement de José Vicente Rangel. Chávez a annoncé qu'il demanderait à l'Assemblée nationale du Venezuela de voter la renationalisation de la plus grosse compagnie de téléphone du pays (Cantv), et d'autres entreprises du secteur de l'électricité, toutes d'anciennes entreprises publiques qui furent privatisés par les gouvernements précédant l'ère Chavez. Il a aussi demandé la suppression de l'autonomie de la Banque centrale.
Le 31 janvier 2007, l'assemblée nationale a approuvé une loi donnant au président Chavez le pouvoir de diriger par décret dans certains domaines, pour 18 mois. Il prévoit de continuer la révolution bolivarienne. Chávez, qui recommence une présidence de 6 ans, a dit que cette loi sera le début d'une "révolution maximum" durant laquelle il continuera la transformation du Venezuela en une société socialiste. Cependant, quelques critiques s'élèvent et dénoncent une dérive vers un autoritarisme sans contrôle,.
Le 8 février 2007 le gouvernement a décidé la nationalisation par rachat de la part de 82,14 % de AES Corporation dans Electricidad de Caracas. Paul Hanrahan, président de AES a dit que l'affaire était honnête et que les intérêts des investisseurs avaient été respectés. Le gouvernement a aussi décidé le rachat des 28,5 % CANTV que détenait Verizon Communications.
Le 30 avril, Chávez a annoncé que le Venezuela se retirait du Fonds monétaire international et de la Banque mondiale, ayant payé par anticipation sa dette de cinq ans et économisant ainsi 8 millions de dollars. La dette était de 3 milliards en 1999. Chavez a annoncé la création d'une banque régionale, la Banque du Sud, et dit que le FMI et la Banque mondiale étaient en crise.
Le jour suivant, il a annoncé son intention de reprendre le contrôle des projets pétrolier de la ceinture de l'Orénoque, qui sont, a-t-il dit, « les plus grandes réserves mondiale de pétrole brut ». Ces réserves pourraient placer le Venezuela devant l'Arabie saoudite en termes de réserves pétrolières.
En mai, le gouvernement a refusé le renouvellement de la licence de la plus grande chaîne de télévision RCTV, au motif que la chaîne avait participé au coup d'État de 2002. Cela a provoqué des manifestations nombreuses en faveur de la chaîne RCTV à Caracas. Des contre-manifestations de dizaines de milliers de personnes soutenant Chavez ont aussi eu lieu.

#### L'incident du sommet de l'Amérique latine
En novembre, au sommet de l'Amérique latine à Santiago du Chili, Chávez et le premier ministre José Luis Rodríguez Zapatero ont eu d'âpres échanges. Chávez, énervé à la suite de la suggestion de Zapatero visant à convaincre de la nécessité pour l'Amérique latine d'attirer des capitaux étrangers, a qualifié l'ancien premier ministre espagnol José María Aznar de fasciste. Zapatero a alors demandé à Chávez de respecter les formes. Chavez a continué son argumentation houleuse. Le roi Juan Carlos Ier d'Espagne a alors apostrophé Chavez en lui disant « ¿Por qué no te callas? » (« Pourquoi tu ne te tais pas ? », mais en langage plus familier). Chávez affirma plus tard ne pas avoir entendu Juan Carlos. Le président Daniel Ortega du Nicaragua, qui était le suivant à parler, a cédé une minute de son temps de parole à Chavez pour qu'il puisse finir son argumentation. Ortega a ensuite repris les arguments de Chávez et suggéré que l'Espagne était intervenue dans les élections au Nicaragua. Ortega a rappelé aussi le monopole énergétique de la compagnie espagnole Union Fenosa dans les quartiers pauvres. Le roi d'Espagne s'est alors levé et a quitté la réunion — un incident diplomatique sans précédent, alors que le roi est connu pour son flegme.

#### Le référendum constitutionnel
Le 15 août 2007, Chavez a proposé de supprimer la durée prédéterminée de son mandat. Il a aussi proposé que la fin de l'autonomie de la banque centrale, le renforcement des pouvoirs d'expropriation et du contrôle public sur les réserves internationales fassent partie de la constitution. Le référendum populaire était prévu pour le 2 décembre.
Le premier décembre une grande manifestation eut lieu a Caracas, conduite par des étudiants, appelant le Conseil Électoral National d'annuler la tenue du référendum sur cette réforme constitutionnelle. Les partisans de Chavez ont aussi organisé une manifestation en faveur de la réforme, qui se termina par des affrontements avec l'autre manifestation, et qui aboutirent à une intervention policière. Depuis, la communauté mondiale a critiqué Chavez pour l'usage excessif des forces de police . Le 9 novembre, le président qualifia les manifestations d'opposants comme étant des « violences fascistes ».
Le 26 novembre le gouvernement diffusa un courrier confidentiel émanant supposément de l'ambassade des États-Unis et à destination de la CIA, et contenant des préparatifs d'opérations américaines clandestines contre le gouvernement Chavez. Deux jours avant le référendum constitutionnel, Chávez a menacé d'annuler les exportations pétrolières vers les États-Unis si le gouvernement américain critiquait les résultats du vote.
Le référendum fut finalement rejeté le 2 décembre 2007 par 51 % des votants. Chávez prit acte du résultat, et annonça donc qu'il partirait à la fin de son mandat (en 2013).
En novembre 2008, il proposa un autre amendement supprimant la limite constitutionnelle de deux mandats pour le président du Venezuela, les gouverneurs, les maires et les députés. La résolution fut acceptée le 15 février 2009 avec 55 % de vote favorable pour un taux de participation de 70%.
En mars 2009, le gouvernement mis un terme à la pêche maritime intensive par chalut, employé pour la pêche des crevettes, afin de conserver la biodiversité sur les côtes et préserver le mode de vie des petits pêcheurs qui représentent 70 % de la pêche au Venezuela, et qui demandaient cette mesure depuis des dizaines d'années.

#### Vie quotidienne
En raison de la gestion gouvernementale chaotique, la vie quotidienne des Vénézuéliens est marquée par des problèmes graves de pénurie alimentaire, d’accès aux services publics : défaillances du ravitaillement en gaz domestique, coupures d’électricité... Même si le gouvernement de ses prédécesseurs a toujours été assez inefficace en ce qui concerne la gestion des services publics, à la fin de la décennie 2000, l’infrastructure du pays s’est littéralement effondrée, le gouvernement n’ayant pas investi dans ces domaines.
L’insécurité devient la première préoccupation des Vénézuéliens, toutes classes sociales confondues, car le pays connaît une situation de violence exceptionnelle qui s’exprime par la spectaculaire progression du taux d’homicides. En 1994, ce taux était de 21,94 pour 100 000 habitants ; en 2003 il passe à 50,96, pour atteindre en 2009 52 homicides pour 100 000 habitants, selon des estimations (Briceño-León et al., 2009). À Caracas, le nombre d’homicides est presque le double de celui de la moyenne nationale (118 pour 100 000 habitants). Durant cette période, l'utilisation des armes à feu s'est banalisée, alors que les agents de l'ordre se sont politisés. L’enquête sur la violence interpersonnelle et la perception de la sécurité au Venezuela menée en 2008 par l’Observatoire vénézuélien de la violence montre que les Vénézuéliens se fient peu à la capacité des autorités publiques de résoudre les problèmes de sécurité. 49,4 % des personnes interrogées jugent « mauvais » le travail de la police contre 14,3 % qui le qualifient de « bon » et 36,3 % de « passable ». Les forces de l’ordre, les tribunaux pénaux, les prisons et le Ministère public présentent des faiblesses qui favorisent l’impunité et les pouvoirs publics sont perçus par la population comme lents, inefficaces et injustes. Le thème de la sécurité sera ainsi au cœur de la première campagne électorale post-chávezienne alors que plus de 20 000 morts violentes ont été recensés en 2012 par l’Observatoire vénézuélien de la violence faisant du Venezuela l’un des pays les plus dangereux au monde. Le Gran Caracas est devenue le théâtre d’une extrême insécurité dès la nuit tombée, la plupart des victimes étant issues de milieux modestes ou très pauvres et ayant entre 15 et 25 ans.
L’autoritarisme du régime s’exprime notamment par la création d’un appareil d’organisations étatiques de contrôle de la société. Cela explique l’apparition de listes noires au sein des institutions où figurent des citoyens qui se sont mobilisés contre le gouvernement. Ces listes servent ainsi à exclure ou à menacer des fonctionnaires, la plus connue étant la liste « Tascón » qui recense 3,4 millions de personnes ayant signé la pétition pour révoquer le mandat de Chávez en 2004. Ces signatures devaient être secrètes et protégées par le Conseil national électoral.

## Bilan
Selon le Center for Economic and Policy Research, un laboratoire d'idées basé à Washington, le PIB corrigé de l'inflation a pratiquement doublé entre 2003 et 2008 (+ 94,7 %), soit une croissance de 13,5 % en rythme annuel. Le taux d'inflation du Venezuela est passé de 103% en 1996 à 22,2 % en 2013. Le taux de chômage au Venezuela est passé de 11,3 % (1998) à 7,8 % (2008). Pendant cette période, 2,9 millions d'emplois ont été créés, et la proportion d'emplois dans l'économie informelle est tombée de 54,6 % (1998) à 48,2 % (2008). Le taux de pauvreté a été diminué de moitié, de 54 % des ménages (2003) à 26 % (2008). La pauvreté extrême a diminué de 72 %. L'accès à la nourriture a été amélioré de manière significative. La consommation calorique moyenne est passée de 91 % des apports recommandés (1998) à 106 % (2007). Les décès liés à la malnutrition ont chuté de 35 % (de 4,9 à 3,2 décès par 100 000 habitants) entre 1998 et 2006, notamment grâce au Programme Alimentaire Scolaire (petit-déjeuner, déjeuner et collation gratuits dans les écoles publiques) et au réseau Mercal de nourriture subventionnée. Le coefficient de Gini, qui mesure le degré d’inégalité de la distribution des revenus dans un pays donné, est passé de 0.498 en 1999 à 0.39 en 2011, ce qui représente une réduction très importante des inégalités (l'égalité parfaite étant représentée par un score de 0). Hugo Chávez a lancé la Mision Vivienda (« mission logement »), en 2011, 200 000 unités ont été construites. Entre 1998 et 2007, la dette publique est tombée de 30,7 % à 14,3 % du PIB (la dette extérieure est passée de 25,6 % à 9,8 %). Les recettes publiques ont augmenté (de 17,4 % à 28,7 % du PIB). La réorganisation de la Fundación Ayacucho en 2005 a permis d’attribuer plus de 14 000 bourses d’enseignement supérieur pour l’année 2006. Le nombre d'étudiants dans le supérieur a plus que doublé entre les années 1999-2000 et 2007-2008 et la part du produit intérieur brut consacrée à l’éducation, qui était de 1,6 % en 1998, est passée à 4,3 % en 2005. Près d'1 500 000 personnes ont bénéficié entre 2003 et 2005 de la Misión Robinsón et sont ainsi considérées par les autorités vénézuéliennes comme alphabétisées. Pour l'UNESCO, l'analphabétisme atteint moins de 5 % et le Venezuela pourrait constituer un « territoire libre d'analphabétisme ». La représentante de l'UNESCO au Venezuela souligne que le pays est le seul à réaliser les engagements pris par les pays d’Amérique latine à La Havane en 2002 en matière de réduction de l'analphabétisme.
Malgré cela, certains observateurs reprochent à Chavez sa gestion autoritaire du Venezuela, l'accusant de se comporter comme un dictateur (alors que la constitution vénézuélienne de 1999 donne à la population la possibilité de convoquer un référendum sur une proposition de loi, l'abrogation d'une loi existante, la révocation d'un élu, dont le président, une modification de la constitution ainsi que sur la convocation d'une assemblée constituante). Pour Roger Cohen, éditorialiste au New York Times, affronter les États-Unis « était bien plus important finalement que la liberté, la presse libre, ou même représenter le gouvernement ou les aspirations du peuple. Chavez était un homme profondément anti-libéral, dissimulé sous son costume de libérateur de son peuple ». Concernant sa politique étrangère, « cet homme de gauche et du peuple n'avait aucun mal à trouver les dictateurs séduisants. Il se posait en fervent défenseur du despote Bachar el-Assad, dont la tyrannie a coûté la vie à 70 000 Syriens. Il a soutenu Mouammar Kadhafi jusqu'à ses derniers instants. Il s'est rangé du côté de Robert Mugabe lors des spoliations du peuple zimbabwéen. Lorsque les millions d'Iraniens se sont insurgés pour dénoncer les élections présidentielles truquées de 2009, Chavez s'est rallié à Mahmoud Ahmadinejad alors que l'insurrection était violemment réprimée. Entre le libéralisme britannique et la répression biélorusse, Chavez ne fit montre d'aucune hésitation. Bien évidemment, Chavez était aussi un allié fidèle de Castro, son mentor latino-américain, mais avec ce dernier, il partageait au moins des idées socialistes ainsi qu'une myriade d'intérêts ».

## Récompenses
Durant son mandat, Chávez a été récompensé à plusieurs reprises des diplômes honorifiques suivants :
- Doctorat honorifique en sciences politiques offert par la Kyung Hee University (Corée du Sud) par Chungwon Choue le 16 octobre 1999.
- Doctorat honorifique en philosophie du droit—offert par la Autonomous University of Santo Domingo (République dominicaine) le 9 mars 2001.
- Doctorat honorifique en Professorat—offert par l'université du Brésil (Brésil) par Alberto Pérez le 3 avril 2001.
- Doctorat honorifique — offert par l'Académie de diplomatie du ministère des Affaires étrangères de Russie le 15 mai 2001.
- Doctorat honorifique en économie—offert par la faculté d'économie et de commerce de l'université de Pékin (République populaire de Chine) le 24 mai 2001.

Dans une liste rassemblée par le magazine New Statesman en 2006, il a été voté le 11e dans la liste des « Héros de notre temps ».